# Кобзарівська сільська рада (Валківський район)
Кобзарі́вська сільська́ ра́да — адміністративно-територіальна одиниця та орган місцевого самоврядування в Валківському районі Харківської області. Адміністративний центр — село Кобзарівка.

## Загальні відомості
- Кобзарівська сільська рада утворена в 1921 році.
- Територія ради: 35,44 км²
- Населення ради: 548 осіб (станом на 2001 рік)
- Територією ради протікає річка Мжа.

## Населені пункти
Сільській раді підпорядковані населені пункти:
- с. Кобзарівка
- с. Данильчин Кут
- с. Довжик
- с. Зайцівка
- с. Катричівка
- с. Козаченківка
- с. Шийки

## Склад ради
Рада складається з 12 депутатів та голови.
- Голова ради: Карапугін Сергій Вікторович
- Секретар ради: Ольховська Валентина Степанівна

### Керівний склад попередніх скликань
| Прізвище, ім'я, по батькові  | Основні відомості                                                         | Дата обрання | Дата звільнення |
| ---------------------------- | ------------------------------------------------------------------------- | ------------ | --------------- |
| Павинська Валентина Іванівна | Сільський голова, 1953 року народження, член Народної партії              | 26.03.2006   | 31.10.2010      |
| Карапугін Сергій Вікторович  | Сільський голова, 1961 року народження, освіта вища, член Партії регіонів | 31.10.2010   |                 |

Примітка: таблиця складена за даними сайту Верховної Ради України

### Депутати
За результатами місцевих виборів 2010 року депутатами ради стали:

#### За суб'єктами висування
| Суб'єкт висування | Кількість обраних депутатів | %    |
| ----------------- | --------------------------- | ---- |
| Народна партія    | 4                           | 33,3 |
| Партія регіонів   | 4                           | 33,3 |
| Самовисування     | 4                           | 33,3 |

#### За округами
| № округу        | Прізвище, ім'я, по батькові     | Дата визнання обраним | Освіта             | Партійна приналежність | Відомості про обраного депутата                                      |
| --------------- | ------------------------------- | --------------------- | ------------------ | ---------------------- | -------------------------------------------------------------------- |
| Народна Партія  |                                 |                       |                    |                        |                                                                      |
| 2               | Павинська Валентина Іванівна    | 03.11.2010            | середня спеціальна | член Народної партії   | Кобзарівська сільська рада, голова Кобзарівської сільської ради      |
| 4               | Сергієнко Наталія Ростиславівна | 03.11.2010            | середня            | член Народної партії   | тимчасово не працює                                                  |
| 6               | Гудзенко Лідія Дмитрівна        | 03.11.2010            | середня спеціальна | член Народної партії   | Валківська ЦРЛ, акушер                                               |
| 10              | Кулик Дмитро Валерійович        | 03.11.2010            | середня            | член Народної партії   | тимчасово не працює                                                  |
| Партія регіонів |                                 |                       |                    |                        |                                                                      |
| 5               | Бондар Микола Миколайович       | 03.11.2010            | середня спеціальна | член Партії регіонів   | тимчасово не працює                                                  |
| 7               | Червонос Микола Федорович       | 03.11.2010            | середня            | позапартійний          | ТОВ «Агровек», комірник                                              |
| 8               | Кохан Світлана Вікторівна       | 29.01.2012            | вища               | член Партії регіонів   | Централізована бухгалтерія відділу освіти Валківської РДА, бухгалтер |
| 11              | Смолкі В'ячеслав Васильович     | 03.11.2010            | середня            | член Партії регіонів   | ПП «Буряк», водій                                                    |
| Самовисування   |                                 |                       |                    |                        |                                                                      |
| 1               | Полюхович Василь Миколайович    | 03.11.2010            | середня            | позапартійний          | тимчасово не працює                                                  |
| 3               | Ольховська Валентина Іванівна   | 03.11.2010            | середня            | позапартійна           | Валківська ЦРЛ, рентген-лаборант                                     |
| 9               | Гніда Марія Йосипівна           | 03.11.2010            | середня            | позапартійна           | Валківському РВ УМВС України в Харківській області, техпрацівник     |
| 12              | Ольховський Іван Васильович     | 03.11.2010            | середня            | позапартійний          | ТОВ «Марїнське», водій                                               |